# Adam Kryński

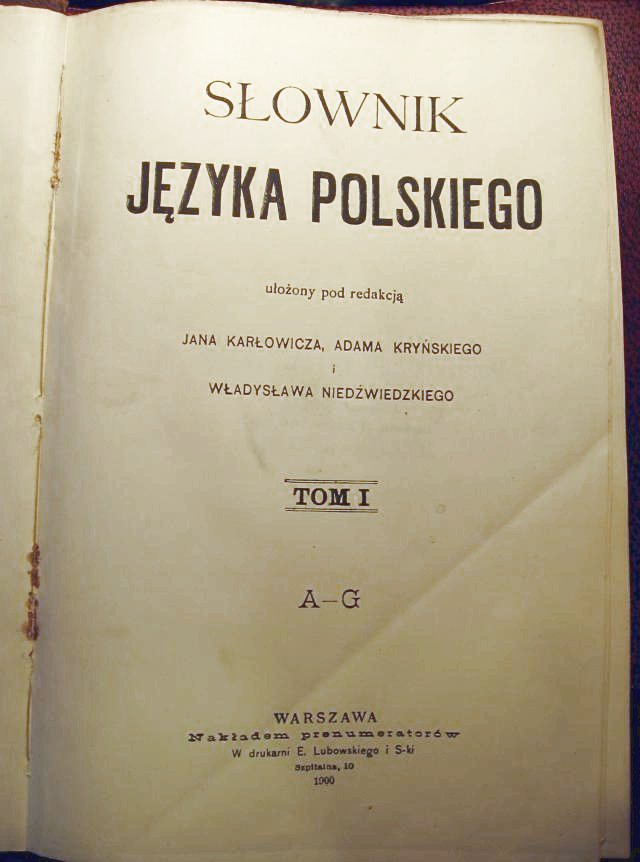
Słownik języka polskiego
pod red. Adama Kryńskiego

Adam Antoni Kryński (ur. 19 maja 1844 w Łukowie, zm. 10 grudnia 1932 w Warszawie) – polski językoznawca, profesor Uniwersytetu Warszawskiego w latach 1915–1919 i Lwowskiego w latach 1908–1914. Prezes Polskiego Towarzystwa Ludoznawczego (1910-1914)

## Życiorys
Kryński kształcił się w Warszawie w gimnazjum; od 1862 studiował w Szkole Głównej na wydziale matematyczno-fizycznym, potem na filologiczno-historycznym. Tytuł magistra uzyskał w 1869, po napisaniu rozprawy O dźwiękach nosowych w językach słowiańskich (druk. w 1870). W 1874 wyjechał do Lipska, gdzie kształcił się u G. Curtiusa i Leskiena. Z owego czasu pochodzą jego Listy z Niemiec, drukowane w Opiekunie domowym (1874–1875). W 1875 został członkiem komisji językowej Akademii Umiejętności w Krakowie, a w 1889 – członkiem korespondentem Akademii. Należał do Towarzystwa Przyjaciół Ossolineum. Od 1871 do 1891 był nauczycielem języków starożytnych i obcych w gimnazjum II w Warszawie. Wykładowca języka polskiego na Uniwersytecie Latającym. W latach 1906–1907 wykładowca językoznawstwa Wydziału Humanistycznego Towarzystwa Kursów Naukowych w Warszawie na którym był także dziekanem w 1907. W 1907 został profesorem na uniwersytecie lwowskim.
3 maja 1928 został odznaczony Krzyżem Komandorskim Orderu Odrodzenia Polski.
Został pochowany na cmentarzu Powązkowskim w Warszawie (kwatera 66-6-20/21).

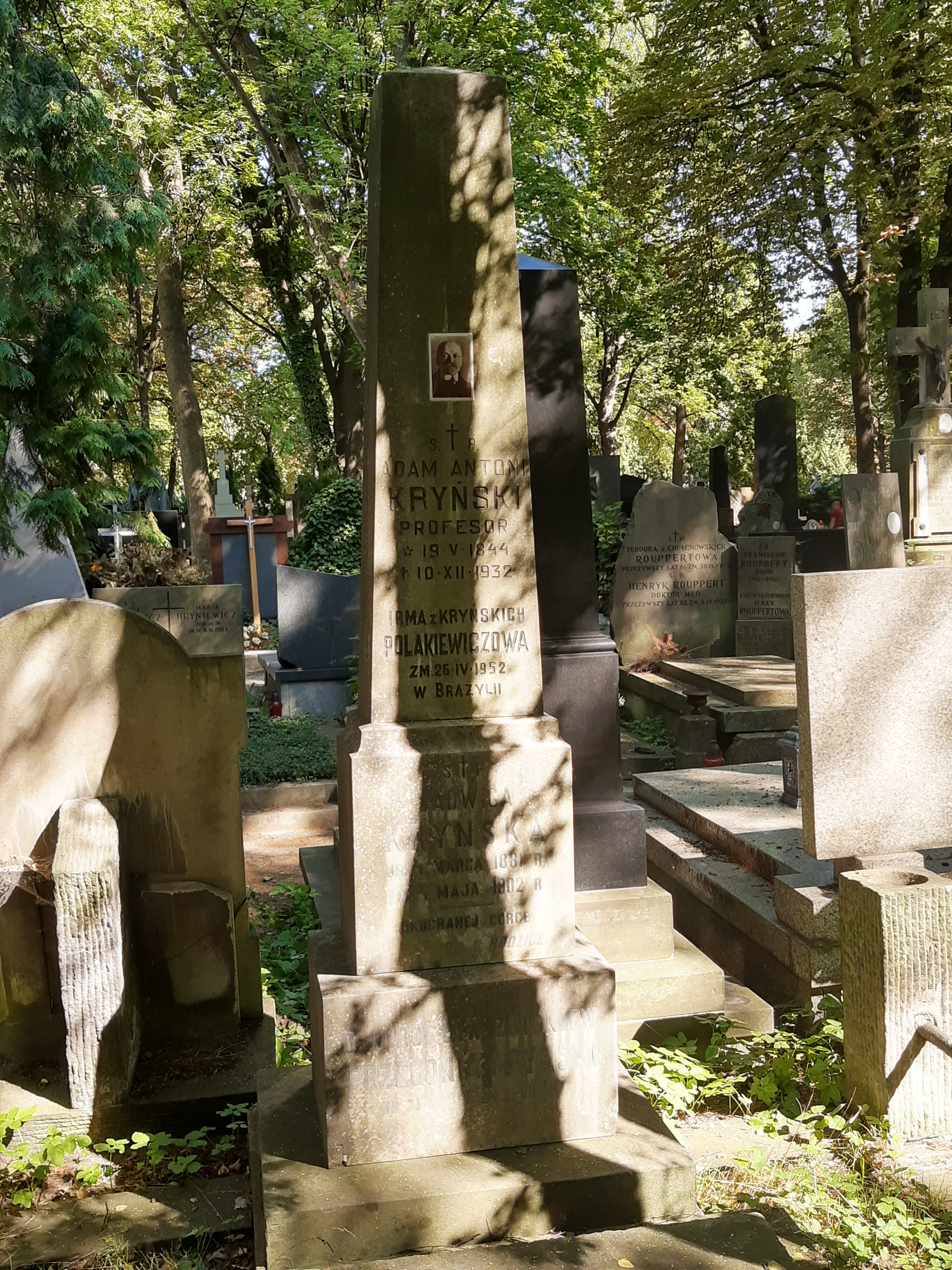
Grób Adama Kryńskiego na Starych Powązkach

## Prace
- Kwestyja językowa. O bezzasadnym odróżnianiu rodzaju nijakiego od męskiego w deklinacyi przymiotników (Warszawa, 1872)[9]
- Z dziejów języka polskiego. Objaśnienia do rozprawy W.W. Makuszewa pt. „Ślady wpływu ruskiego na piśmiennictwo staropolskie” (Warszawa, 1873)[10]
- Rozbiór gramatyki historyczno-porównawczej Małeckiego (1880)
- O języku Wojciecha Oczki na podstawie jego dzieł „Przymiot” i „Cieplice” (Warszawa, 1881)
- O pisowni polskiej wraz z objaśnieniem niektórych form językowych (Warszawa, 1882)[11]
- Gwara zakopiańska. Studyjum dyjalektologiczne (Kraków, 1883)[12]
- Psałterz Dawidów przekładania Jana Kochanowskiego, przedruk z wyd. I-go 1579 r. (w wydaniu jubileuszowym) (Warszawa, 1883)
- Stanisława Skrodzkiego Porządek prawa bartnego dla starostwa łomżyńskiego z r. 1616 (Kraków, 1885)
- Słownik wyrazów godnych uwagi, użytych w „Porządku prawa bartnego” dla starostwa łomżyńskiego z r. 1616 (Kraków, 1886)[13]
- Gramatyka języka polskiego (Warszawa, 1897)
- Pisownia polska. Prawidła i ich uzasadnienie (Warszawa,1897)
- Języki słowiańskie, ich rozwój i stosunki wzajemne. Wykład wstępny w Uniwersytecie Lwowskim dnia 7-go maja 1908 r. (Lwów, 1908) [dostępne w zasobach ŚBC
- Prawidła pisowni polskiej. (Lwów, 1910) [dostępne w zasobach ŚBC
- Jak nie należy mówić i pisać po polsku (Warszawa 1921)
- O języku urzędowym doby dzisiejszej, zwłaszcza w sądownictwie. (Odczyt publiczny, wygłoszony 6 marca 1925 r, w auli Uniwersytetu Warszawskiego). (Warszawa, 1925) [dostępny w zasobach ŚBC
- Jan Karłowicz (1836–1903). Zarys życia i prac. (Warszawa, 1923) [dostępny w zasobach ŚBC
- W 1874 zaczął wydawać w Warszawie „Prace Filologiczne” wespół z Baudouinem de Courtenay, Janem Karłowiczem i L. Malinowskim. W okresie tym opublikował
  - Powieść o papieżu Urbanie z 1514
  - Przegląd bibljograficzny prac naukowych o jęz. polskim (z K. Appelem) [dostępna w zasobach ŚBC
  - O aoryście w jęz. polskim
  - Postaci osobliwe przysłówków
  - Głosy w dziele B. Opecia z 1522 pt. Żywot Pana Jezu Krysta
  - Żywot św. Eupraksji z 1524
  - Wyjaśnienie kilku pytań z zakresu pisowni
  - Z historji wyrazów
- O deklinacji polskiej (w Przeglądzie pedagogicznym) (1887/1888)
- Język polski (1899 w Poradniku dla samouków)
- szereg artykułów z działu językoznawstwa w Wielkiej Encyklopedji Ilustrowanej

Kryński był również jednym z redaktorów Słownika języka polskiego i autorem licznych życiorysów językoznawców.

## Poradnik językowy z roku 1921
W pracy autor wymienia różne błędy w posługiwaniu się językiem polskim i wskazuje na formy, których według niego należy używać. Zwraca też uwagę na wyrazy pochodzenia obcego. Nadmierne wpływy ze strony innych języków, w tym z języka niemieckiego, nie tylko w zakresie słownictwa, ale też gramatyki mogą prowadzić do utraty tożsamości narodowej. O ile starsze zapożyczenia przyczyniły się do wzbogacenia polskiego słownictwa, to przejmowanie zapożyczeń nowszych ma raczej negatywne skutki.
Kryński wymienia zapożyczenia, głównie latynizmy i galicyzmy, ale też rusycyzmy i anglicyzmy, które jego zdaniem należy zastąpić przez wyrazy rodzime. Krytykuje kalkowanie niemieckich zwrotów jak: Co pod tem (zamiast: przez to) rozumiesz? Czy łóżko jest zrobione (zamiast: posłane)? Jak ci idzie? (zamiast: Jak ci się powodzi?).
   Wybrane przykłady:
   fungować – być czymś, urzędować
   solucja – rozwiązanie
    sukces – powodzenie
    leader  – przywódca.